# Berchtesgadener Ache
La Berchtesgadener Ache est un cours d'eau des Alpes de Berchtesgaden en Bavière, qui prend naissance dans la pointe sud-est de la région dans la vallée de Berchtesgaden à partir de la combinaison de la Ramsauer Ache à gauche et de la Königsseer Ache à droite, puis se jette dans la Salzach. En Autriche, où il s'écoule dans le Land de Salzbourg, il s'appelle Königsseeache, Alm ou Almbach.

## Géographie
La Berchtesgadener Ache prend naissance dans les Alpes de Berchtesgaden, au sud de Berchtesgaden à partir de deux cours d'eau en amont assez longs. Le plus grand est le Ramsauer Ache, qui a une longueur totale de plus de 21 km. Le plus petit est le Königsseer Ache, il a pour source le Königssee et une longueur de 19 km.
La Berchtesgadener Ache coule d'abord vers le nord-est puis se courbe vers le nord dans la région de Berchtesgaden. Ensuite, il traverse Marktschellenberg et brièvement la forêt sans municipalité, qui se situent dans l'arrondissement du Pays-de-Berchtesgaden.
Elle passe ensuite au nord à côté du col de Hangendenstein vers l'Autriche dans le land de Salzbourg, où elle parcourt environ 5 km sous le nom de Königseeache jusqu'à l'embouchure du Grenzbach entre Hallein dans le district de Hallein à droite puis les communes de Grödig et d'Anif dans le district de Salzbourg-Umgebung sur la rive gauche. Au village de Sankt Leonhard, il se courbe vers l'est puis traverse la large vallée de Salzach. Entre la ville de Rif von Hallein et le bassin forestier d'Anif, il passe à mi-chemin sous le pont autoroutier de l'A 10.
Son bassin versant mesure 419 km2, dont 34,7 km2 se trouvent en Autriche.
Il y a plusieurs centrales hydroélectriques le long du cours : les centrales électriques de la Schnitzschule et de la Hofbrauhaus à Berchtesgadener Mühlbach, la centrale de traction à Gartenau et la centrale électrique Fischer à Marktschellenberg.